# Statilia
Statilia, es un género de las mantis, de la familia Mantidae, del orden Mantodea. Es originario de Asia y África.

## Especies
- Statilia agresta
- Statilia apicalis
- Statilia chayuensis
- Statilia flavobrunnea
- Statilia maculata
  - Statilia maculata continentalis
  - Statilia maculata maculata
- Statilia nemoralis - Especie tipo
- Statilia ocellata
- Statilia pallida
- Statilia spanis
- Statilia viridibrunnea
- Statilia yangi